# نوريا بارلون
نوريا بارلون (من مواليد 2 أغسطس 1974) سياسية إسبانية تنتمي إلى حزب كاتالونيا الاشتراكي. شغلت منصب عمدة سانتا كولوما دي جرامينت منذ عام 2009.